# 易卜拉希姆·伊薩克·西德拉克
易卜拉希姆·伊薩克·西德拉克（：1955年8月19日—），為現任科普特禮天主教亞歷山大宗主教。

## 生平
他出生於1955年8月19日的埃及艾斯尤特省。他更在馬迪（開羅郊區）的聖良神學院中，研讀哲學和神學，並於1980年晉鐸。及後在開羅郊區的彌額爾總領天使堂區服務兩年。
他被送往羅馬的宗座額我略大學學習神學，及獲得了博士學位和神學法律。2002年更短期內，擔任開羅埃及聖母宗主教座堂本堂神父。2002年10月，他被選為明亞教區主教，一直服務直到他再被選為宗主教。
2013年1月15日，他獲選為科普特禮天主教亞歷山大宗主教兼該教會最高領導人。

## 來源
- Catholic-Hierarchy.org page on Patriarch Ibrahim Isaac Sidrak （页面存档备份，存于）
- Rinuncia del Patriarca di Alessandria dei Copti (Egitto) ed Elezione del Nuovo Patriarca, Holy See Press Office